# Otto I (książę Meranii)
Otto I (II, VII) (zm. 7 maja 1234 w Besançon) – hrabia-palatyn Burgundii (jako Otto II), hrabia Andechs, książę Meranii (jako Otto VII) i margrabia Istrii.

## Życiorys
Otto był synem Bertolda IV, hrabiego Andechs, księcia Meranii i margrabiego Istrii, oraz Agnieszki z Rochlitz, córki margrabiego Łużyc Dedona III. Data jego urodzenia nie jest znana (opracowania wskazują na lata 70. lub pierwszą połowę lat 80. XII w.). Jego siostra Agnieszka była żoną króla Francji Filipa II Augusta, druga siostra Gertruda była żoną króla Węgier Andrzeja II, a trzecia Jadwiga żoną księcia śląskiego Henryka Brodatego.
W podziale majątku rodowego po śmierci ojca w 1204 Otto otrzymał hrabstwo Andechs, posiadłości we Frankonii oraz tytuł księcia Meranii, podczas gdy jego młodszy brat Henryk został margrabią Istrii oraz otrzymał hrabstwa Wolfratshausen i Vornbach. W czerwcu 1208 poślubił hrabinę-palatyna Burgundii Beatrycze II. Żona była bratanicą króla Filipa Szwabskiego (który uczestniczył w uroczystości ślubnej), a Ottona wybrano na jej męża jako lojalnego stronnika Hohenstaufów. Po ślubie Otto aż do 1227 prowadził zmagania o opanowanie palatynatu przeciwko Stefanowi III z Auxonne, a aby pokryć koszty wojny, zastawił palatynat hrabiemu Szampanii Tybaldowi IV, od którego wykupiono go dopiero w 1242. Syn Ottona, także Otto, został w 1226 zaręczony z córką Tybalda, jednak małżeństwo nie doszło do skutku.
Po zamordowaniu króla Filipa Szwabskiego w 1208 jego dobra bawarskie zostały skonfiskowane przez księcia Bawarii Ludwika I, mimo że w przeciwieństwie do swych braci (Henryka i Ekberta) nie był podejrzewany o współudział w zbrodni. W 1209/1210 uczestniczył we włoskiej wyprawie cesarza Ottona IV, w 1211 przeszedł na stronę jego rywala Fryderyka II Hohenstaufa. Uczestniczył w walkach ze zwolennikami Ottona IV w Nadrenii. W 1217 wyruszył na V wyprawę krzyżową wraz ze swym szwagrem, królem węgierskim; wrócił z niej w 1218 (śluby krucjatowe Otto złożył jeszcze w 1215, podczas koronacji Fryderyka II).
Starania o odzyskanie skonfiskowanych dóbr trwały aż do 1228. Także w 1228 zmarł jego brat Henryk i Otto wystąpił z roszczeniami do dziedzictwa po nim. Ponieważ po hrabstwa Wolfratshausen i Vornbach sięgnął także książę Bawarii, doszło do wojny, w której Otto ostatecznie przeważył z pomocą króla Henryka VII i księcia Austrii Leopolda VI (ten ostatni otrzymał zresztą wkrótce Vornbach jako wiano córki Ottona poślubionej synowi Leopolda). W 1230 Otto był jednym z pośredników w zawarciu pokoju w San Germano pomiędzy cesarzem Fryderykiem II i papieżem Grzegorzem IX. W 1232 uzyskał od cesarza Brixen. Wkrótce później zmarł, pozostawiając małoletniego następcę Ottona II. Pochowano go w klasztorze Langheim.

## Rodzina
Otto był dwukrotnie żonaty. W 1208 poślubił Beatrycze II (zm. 1231), hrabinę Burgundii, córkę Ottona I Hohenstaufa. Z tego małżeństwa pochodziło sześcioro dzieci:
- Otto II, książę Meranii, hrabia-palatyn Burgundii,
- Agnieszka, żona księcia Austrii Fryderyka II, a następnie księcia Karyntii Ulryka III,
- Beatrycze, żona hrabiego Orlamünde Hermana IV,
- Małgorzata, żona margrabiego Moraw Przemysła, a następnie hrabiego Fryderyka z Truhendingen,
- Alicja, hrabina Burgundii, żona Hugona z Chalon, a następnie hrabiego Sabaudii Filipa I,
- Elżbieta, żona burgrabiego Norymbergi Fryderyka III[1][4].

Drugą żoną Ottona, od ok. 1232, była Zofia, córka hrabiego Anhaltu Henryka I. To małżeństwo pozostało bezdzietne.